# Naravovarstveni nadzornik
Naravovarstveni nadzornik (angl. ranger ali park ranger), poimenovan tudi čuvaj, redar ali gozdar, je oseba, ki ji je zaupano varovanje in ohranjanje zaščitenih območij. Glede na lastništvo ali upravljanje so zaščitena območja lahko državna (narodni park), pokrajinska (tudi regionalna – regijski park) ali lokalna (zaščiteno območje ali objekt na lokalni ravni). Zaščiteno območje ni nujno, da se nanaša oziroma je omejeno zgolj na naravno okolje, ampak lahko vključuje tudi območja, ki so pomembna z vidika kulturne ali zgodovinske dediščine. 
Različne države za ta položaj uporabljajo različna imena. Na primer warden je priljubljen izraz v Kanadi, na Irskem in v Združenem kraljestvu. Služba narodnega parka v Združenih državah Amerike ta položaj imenuje čuvaj parka. Ameriška služba za gozdove uporablja izraz gozdar. Druge države za opis tega poklica uporabljajo izraz nadzornik. Poklic sestavljajo številne različne veje in področja, od nadzornikov pa se pogosto zahteva, da so vešči na več kot le enem področju.

## Zgodovina
V srednjeveški Angliji so bili čuvaji uslužbenci, ki so bili razdeljeni po območjih čez celotno podeželje in so zagotavljali red (pogosto proti krivolovu). Njihove dolžnosti so bile prvotno omejene na zagotavljanje spoštovanja zakona o gozdovih na območju kraljevih gozdov, kar se je v določenih pogledih ujemalo z nalogami čuvajev na konjih.
Zdi se, da je izraz ranger izpeljan iz latinske besede regardatores, ki se je prvič pojavila leta 1217 v Gozdni listini. Izraz regardatores je bil kasneje v angleških verzijah Listine preveden oziroma predstavljen kot čuvaj. Drugi pa, z izjemo prej omenjenih Angležev, izraz prevajajo kot gledalce. Tako, na primer, je peti odstavek listine v teh primerih preveden kot: »Naši gledalci gredo skozi gozdove in opravijo pregled ravno tako, kot so ga opravljali že v času prvega kronanja kralja Henrika II., našega starega očeta, in nič drugače.« Najstarejši pisni vir, v katerem je omenjen izraz, se nanaša na provizijo redarja/čuvaja leta 1341. Dokumenti iz leta 1455 navajajo, da je imela Anglija vsestranske in samostojne Urade gozdarjev in čuvaje v gozdovih. V literaturi se je izraz čuvaj prvič pojavil leta 1579 v pesmi Edmunda Spenserja z naslovom Pastirski koledar, ki pravi tako: »(Volkovi) zaradi strahu pred čuvaji in velikim lovom, ne hodijo več tako široko, kot so bili navajeni.« Pisarna Čuvaja iz Windsorskega parka pa naj bi bila ustanovljena leta 1601.

### Čuvaji v Severni Ameriki, 17. –19. stoletje
V Severni Ameriki so čuvaji med 17. in 18. stoletjem,  v času vojn med kolonisti in ameriško indijanskimi plemeni, služili v vojnah. Čuvaji so bili vojaki s polnim delovnim časom, ki so jih vlade kolonialnih sil zaposlile za patruljiranje in izvidništvo med utrjenimi mejnimi utrdbami ter za zgodnje opozarjanje o napadih. Med ofenzivnimi operacijami so delovali kot izvidniki in vodiči, ki so locirali vasi in druge cilje za delovne enote, ki jih je črpala milica ali druge kolonialne čete. Med revolucionarno vojno je general George Washington naročilo podpolkovniku Thomasu Knowltonu, da izbere elitno skupino mož za izvidniške misije. Enota je bila znana pod imenom Knowlton's Rangers in je bila prva uradna enota čuvajev v ZDA. Ta enota prav tako velja za zgodovinskega starša današnjih vojaških rangerjev.

### Zgodnji naravovarstveni redarji in upravniki parka, 1866–1916
Američani so besedo v 19. in 20. stoletju obudili iz starih frazemov, s katerimi so naslavljali nadzornike – imenovane s strani kralja – ki so patruljirali v parkih jelenov in v gozdovih, namenjenih lovu, po Angliji.
Med znanstveniki se je razvilo kar nekaj razprav in dilem, katero je tisto območje, na katerem se je razvil prvi narodni park na svetu (ali je to Yellowstone ali Yosemite), zato ni presenetljivo, da je tudi glede tega, kdo je bil prvi čuvaj narodnega parka, precej nesoglasja. Nekateri trdijo, da je bil to Galen Clark, ko je 21. maja 1866 postal prva oseba, ki je bila uradno imenovana in plačana za zaščito in upravljanje parka Yosemite in je tako postal prvi čuvaj v Kaliforniji in njenega naravnega parka (delo čuvaja parka je opravljal kar 24 let). Spet drugi pa izpostavljajo Harrya Younta, ki je deloval kot čuvaj v narodnem parku Yellowstone od leta 1880 do leta 1881. Yount je preroško priporočil »imenovanje majhne, aktivne in zanesljive policijske sile za pomoč upravniku/nadzorniku parka pri izvrševanju zakonov, pravil in predpisov.« Prvo stalno imenovanje čuvajev v narodnem parku se je zgodilo 23. septembra 1989, ko sta Charles A. Leidig in Archie O. Leonard postala gozdna čuvaja (gozdarja) v narodnem parku Yosemite.
Ena najzgodnejših uporab izraza čuvaj je bil napis na značkah. Gre za napis »Čuvaj gozdnega rezervata«, ki ga je med leti 1898 in 1906 uporabljalo ameriško Ministrstvo za notranje zadeve. Prednostno so bile te značke izdane čuvajem, ki so delali v narodnih parkih in tistim, ki so delovali na območju državnih gozdov, saj so bili takrat vsi znani pod istim izrazom gozdni čuvaj. Izraz redar/čuvaj je bil uporabljen tudi za reorganizacijo sil gasilcev v parku Adirondacks po letu 1899, ko je v takratnih požarih pogorelo kar 80.000 hektarjev gozda (320 km²). Ime so prevzeli majhni skupini, majhni sili, imenovani Rogers' Rangers, ki je bila znana po svoji leseni obrti. Ta skupin se je na tem območju borila med francosko in indijsko vojno let 1755.

## Dolžnosti (naloge), panoge (veje) in specializacije
Naloge sodobnega čuvaja parka so tako raznolike kot so raznoliki sami parki, v katerih služijo, postale pa so v zadnjih letih tudi bolj specializirane. Ne glede na redne naloge katere koli veje, ostaja glavni cilj čuvajev zaščititi vire parka za prihodnje generacije in zaščita obiskovalcev parka. Ta cilj dosežejo s profesionalnostjo in včasih s prekrivanjem različnih oddelkov. Na primer, vodič (angleško Interpretative ranger) lahko včasih opravi nalogo kazenskega pregona že samo s tem, da obiskovalcem razloži posebne predpise o parku in jih spodbudi, da so pravi skrbniki naravne in kulturne dediščine. Čuvaji in drugi uslužbenci parka lahko prispevajo k poslanstvu vodiča tako, da obiskovalcem zagotavljajo informacije o virih in objektih v parku. Duh timskega dela pri uresničevanju poslanstva varovanja parkov in ljudi poudarja dejstvo, da imajo v večini primerov (to velja zlasti za ameriške čuvaje narodnih parkov) vsi čuvaji parkov skupno uniformo, ne glede na funkcijo ali delovno nalogo.
Nekatere funkcije oziroma naloge:
- Organi kazenskega pregona: ti čuvaji/redarji imajo policijska pooblastila in izvajajo državne, pokrajinske in/ali lokalne zakone ter predpise o parkih. V nekaterih državah v razvoju so lahko čuvaji parkov, ki patruljirajo po naravnih rezervatih, močno oboroženi in delujejo kot paravojaške organizacije proti organiziranim krivolovcem ali celo gverilcem. V nekaterih drugih državah v razvoju pa imajo čuvaji iste pravice kot drugi organi pregona in nosijo strelno orožje, saj si prizadevajo doseči spoštovanje narave z vzpostavljanjem dobrih odnosov z lokalno skupnostjo in obiskovalci parka. V enotah ameriškega sistema narodnih parkov so organi pregona glavna policijska agencija, njihove storitve lahko dopolnjuje tudi ameriška park policija - predvsem v metropolitanskih območjih Washingtona, D. C.-ja in San Francisca. Služba ameriškega narodnega parka ima oddelek posebnih agentov, ki vodijo bolj zapletene kazenske preiskave. Glede na statistiko ameriškega Ministrstva za pravosodje, največ kriminalnih napadov in umorov doživijo ti čuvaji, ki so odgovorni za kazenski pregon in izvrševanje zakonodaje.[11] Mesto New York ima uniformirano enoto čuvajev parkov, imenovano New York City Parks Enforcement Patrol, ki je odgovorna za patruljiranje v mestnih parkih, plažah in bazenih.

- Razlaganje in izobraževanje: čuvaji parka obiskovalcem nudijo široko paleto informativnih sredstev. Nekateri čuvaji nudijo praktične informacije, na primer, navodila za vožnjo, vozni red vlakov, vremenske napovedi in podobno. Prav tako lahko nekateri čuvaji obiskovalcem zagotavljajo interpretacijske programe, ki so namenjeni pospeševanju upravljanja virov s strani obiskovalcev kot metodo in način za zaščito virov. Interpretacija v tem kontekstu vključuje (ni pa izključno omejena na to): vodene oglede o zgodovini parka, ekologiji (ali obojem); diaprojekcije, pogovori, predstavitve; neformalni stiki ali zgodovinske ponovne uprizoritve. Spet drugi čuvaji lahko sodelujejo pri vodenju bolj formaliziranih izobraževalnih programov, ki so namenjeni podpori in dopolnjevanju navodil, ki jih prejmejo gostujoči študentje v tradicionalnem akademskem okolju (pogosto zasnovani tako, da pomagajo učiteljem pri izpolnjevanju posebnih nacionalnih in / ali lokalnih standardov poučevanja). Od vseh uniformiranih čuvajev, ne glede na njihove glavne naloge, se pričakuje, da so strokovnjaki za vire, ki so v njihovi oskrbi, ne glede na to, ali so kulturni ali naravni.

- Nujen odziv / ukrepanje ob nesreči: čuvaji so pogosto usposobljeni za prvo pomoč v divjini in sodelujejo pri iskanju in reševanju pogrešanih oseb v divjini. Številni narodni parki od čuvajev zahtevajo, da pridobijo spričevalo reševalca nujne medicinske pomoči, nujnih medicinskih tehnikov ali reševalcev. Glede na potrebe parka, kamor je posamezni čuvaj dodeljen, so lahko specializirani v vrvnem reševanju z višine, v reševanju z deročih voda, lahko so certificirani potapljači ali pa se posebej usposobijo za pilote helikopterjev oziroma člane helikopterske posadke.

- Gasilci/gasilstvo: čuvaji so pogosto prvi, ki opazijo gozdne požare in so pogosto usposobljeni za gašenje v divjini oziroma za gašenje stavb. Prav tako lahko uveljavljajo zakone in predpise v zvezi z tabornim ognjem oziroma drugimi oblikami ognja. Ob požaru, ki je zunaj njihovega nadzora, pokličejo na pomoč in evakuirajo osebe z območja do prihoda dodatnih gasilcev.

- Dispečerji (delavci v klicnem centru): nekateri čuvaji delajo kot dispečerji za zaščito parkov, odgovarjajo na klice v sili in pošiljajo posadke na kraje dogodkov. Klicateljem nudijo oziroma dajejo navodila v posameznih primerih pred prihodom odzivnih enot. Usklajujejo odzive več agencij na izredne razmere znotraj meja parka in uporabljajo računalniške sisteme za preverjanje zgodovine kaznivih dejanj oseb, ki so jih ustavili nadzorniki kazenskega pregona v parku. Parkovni dispečerji pogosto opravljajo tudi druge naloge, kot so na primer, sprejemanje poročil o izgubljenih in najdenih predmetih (osebah), spremljanje nadzornih kamer, požarnih alarmov in podobno. Dispečerji so razporejeni v Oddelek za zaščito parkov.

- Znanstveniki in učenjaki: čuvaji so odgovorni za zaščito naravnih virov ali kulturnih krajev, za katere delajo. To vključuje tudi pridobivanje in ohranjanje znanja o tem območju. Kot čuvaji so tako lahko zaposleni tudi številni zgodovinarji in znanstveniki – na primer arheologi, biologi, ekologi, geologi, hidrologi, paleontologi, vulkanologi in podobno. Od čuvajev na teh področjih se pričakuje, da študirajo, nadzirajo in informirajo druge (lahko z objavljanjem različnih znanstvenih člankov ali kako drugače). Ti ljudje dopolnjujejo znanje, razpršeno v različnih interpretativnih in izobraževalnih programih in zagotavljajo informacije, ki jih upravitelji in drugi potrebujejo za učinkovitejšo zaščito vira.

- Vzdrževalci/vzdrževanje: nekateri čuvaji redno vzdržujejo infrastrukturo in / ali opremo, ker to spada v njihov nabor nalog – posebej pri pripravah na zimska zaprtja ali spomladanska odprtja. Pogosto so prav oni prvi, ki odkrijejo vremensko škodo na cestah, v kampih, prav tako pa tudi poškodbe zaradi vandalizma.

- Administratorji: v mnogih primerih so člani upravnega osebja kategorizirani kot čuvaji parkov in lahko nosijo posebno uniformo čuvaja, medtem ko delajo v zakulisju, da bi zagotovili nemoteno in nadaljnje delovanje parka. Ti redarji lahko določajo politiko delovanja parka, urejajo njihove proračune, upravljajo z računalniki in tehnologij, človeškimi viri oziroma delujejo na drugih področjih upravljanja parka. Vodstvene položaje najpogosteje zasedejo posamezniki, ki so prej delovali na nižjih delovnih mestih znotraj parka. Ti posamezniki so največkrat zelo dobro izobraženi na vseh področjih delovanja parka, saj jim to omogoča poznavanje vseh področij in nalog, ki so v njihovi pristojnosti.

## Pomanjkanje čuvajev v državah v razvoju
Fundacija Adopt A Ranger je izračunala, da je po svetu za zaščitena območja v državah v razvoju in tranzicijskih državah potrebnih približno 150.000 čuvajev. Trenutno ni podatkov o trenutnem številu zaposlenih čuvajev, vendar pa najverjetneje v množici zavarovanih območjih v teh državah čuvajev sploh ni, v preostalih državah pa jih primanjkuje vsaj 50 %. To pomeni, da v svetovnem merilu primanjkuje vsaj 105.000 čuvajev.
Fundacija se boji, da je ta velik primanjkljaj čuvajev največji omejevalni dejavnik za učinkovito zaščito narave v 75 % sveta. Trenutno ni organizacije, ki bi se ukvarjala s tem problemom. Vključena je bila sicer ta fundacija, z namenom, da svetovno javnost opozori na ta pereč problem (zaščitena območja brez terenskega osebja), s katerim se soočajo države v razvoju in tranzicijske države. Poleg opozarjanja pa je njen namen tudi zbiranje sredstev za financiranje čuvajev na terenu in pomoč vladam držav v razvoju pri ocenitvi realne kadrovske potrebe in kadrovske strategije.
Eden najpomembnejših naravovarstvenikov na svetu, dr. Kenton Miller, je o pomenu čuvajev povedal: »Prihodnost naših ekosistemov in naše dediščine je odvisna od čuvajev parkov. Zaradi hitrosti, s katero se izzivi na zavarovanih območjih spreminjajo in povečujejo, še nikoli ni bilo tolikšne potrebe po dobro pripravljeni človeški sposobnosti za upravljanje. Čuvaji parkov so hrbtenica upravljanja parkov. So na terenu. V prvi vrsti delajo z znanstveniki, obiskovalci in člani lokalnih skupnosti.

## Slovenija
V Sloveniji je naravovarstveni nadzornik tisti posameznik, ki opravlja naposreden nadzor v naravi. Njegove naloge so naposredno spremljanje stanja in nadzor nad izvajanjem varstvenih režimov, ugotavljanje dejanskega stanja pri kršitvah prepovedi in obveščanje pristojnih inšpekcijskih organov ter opozarjanje oseb na varstvene režime zaradi preprečevanja kaznivih dejanj. Nadzornik mora pri izvajanju naposrednega nadzora v naravi predpisan službeni znak, izkaznico in uniformo. Pogoji, da posameznik lahko postane naravnovarstveni nadzornik v Sloveniji so naslednji: polnoletnost, biti mora državljan Republike Slovenije (RS) in biti ustrezno usposobljen. Usposabljanje za naravovarstvenega nadzornika obsega:
- temeljna načela ohranjanja narave,
- zgodovino varstva narave,
- varstvo naravnih vrednot in ohranjanja biotskih raznovrstnosti, organiziranost na področju varstva narave v RS,
- splošno spoznavanje zavarovanih območij v RS in posameznega zavarovanega območja,
- neposreden nadzor v naravi, sodelovanje s prekrškovnimi organi in osnove inšpekcijskega postopka.

Strokovno usposabljanje traja največ 44 ur in največ 8 ur na dan. Konča se s preiskusom znanja ustno pred komisijo. Poleg tega pa mora kandidat opraviti tudi preizkus znanja za vodenje in odločanje v prekrškovnem postopku.
V Triglavskem narodnem parku, kot največjem zavarovanem območju v Sloveniji se naravovarstveni nadzor izvaja že od leta 1981. Urejen je bil z Zakonom o Triglavskem narodnem parku (ZTNP), ki je veljal do leta 2010, od leta 2010 naprej pa velja ZTNP-1. Novi zakon je uvedel spremembe na področju reguliranja posegov v prostor - upravljalcu omogoča ustrezen in zadosten nadzor ter ukrepanje pri kršitvah. Neposreden nadzor v naravi na območju Triglavskega narodnega parka izvajajo naravovarstveni nadzorniki, ki so organizirani v nadzorni službi Javnega zavoda TNP.
So pomemben del upravljalske organizacije. Spremljajo stanje vseg dogajanj, pa naj bodo naravna lai pa povezana z obiskovalci in prebivalci narodnega parka. Skrbijo za dosledno izvajanja zakona o TNP, informirajo ter opozarjajo obiskovalce narodnega parka in jih za nekatere kršitve lahkko tudi kaznujejo. Njihovo delo je predvsem usmerjeno v sodelovanje, komuniciranje in ozaveščanje obiskovalec parka, pa tudi domačinov. Prav tako sodelujejo pri strokovnih, raziskovalnih in izobraževalnih nalogah, ki jih opravlja TNP, med njihove naloge pa tudi spada urejanje infrastrukture, skrb za koče v TNP in košnja. Približno dve tretjini nadzornikov opravlja tudi naloge lovskih čuvajev.
V TNP sicer deluje 20 naravovarstvenih nadzornikov in 12 čuvajev lovcev.